# Xã Horsham, Quận Montgomery, Pennsylvania
Xã Horsham (tiếng Anh: Horsham Township) là một xã thuộc quận Montgomery, tiểu bang Pennsylvania, Hoa Kỳ. Năm 2010, dân số của xã này là 26.147 người.